# Гора Ільмова (Кошельово)
Ільмова — гора в Українських Карпатах, одна із вершин масиву Тупий (частина Вулканічного хребта). Розташована біля села Кошельово, Хустського району, Закарпатської області.
Висота — 719 метрів над р. м.
Висота за даними Google Планета Земля Pro: 741 метр над р. м.
Форма вершини —куполоподібна. Складається з андезитів, андезито-базальтів, базальтів і туфів.
Схили та вершина — заліснені, крім невеликої ділянки по центру біля самої вершини.
Назва гори «Ільмова» походить від імені Ілля або Ілько, який у давнину мав там земельну ділянку. На честь гори названо вулицю Ільмова в селі Кошельово. А також на честь гори названа футбольна команда села Кошельово ГО Футбольний Клуб «ІЛЬМОВА».
У підніжжя гори Ільмова стоїть Іллінський храм (Свято-Вознесенський храм)(УПЦ).

## Фото з гори Ільмова

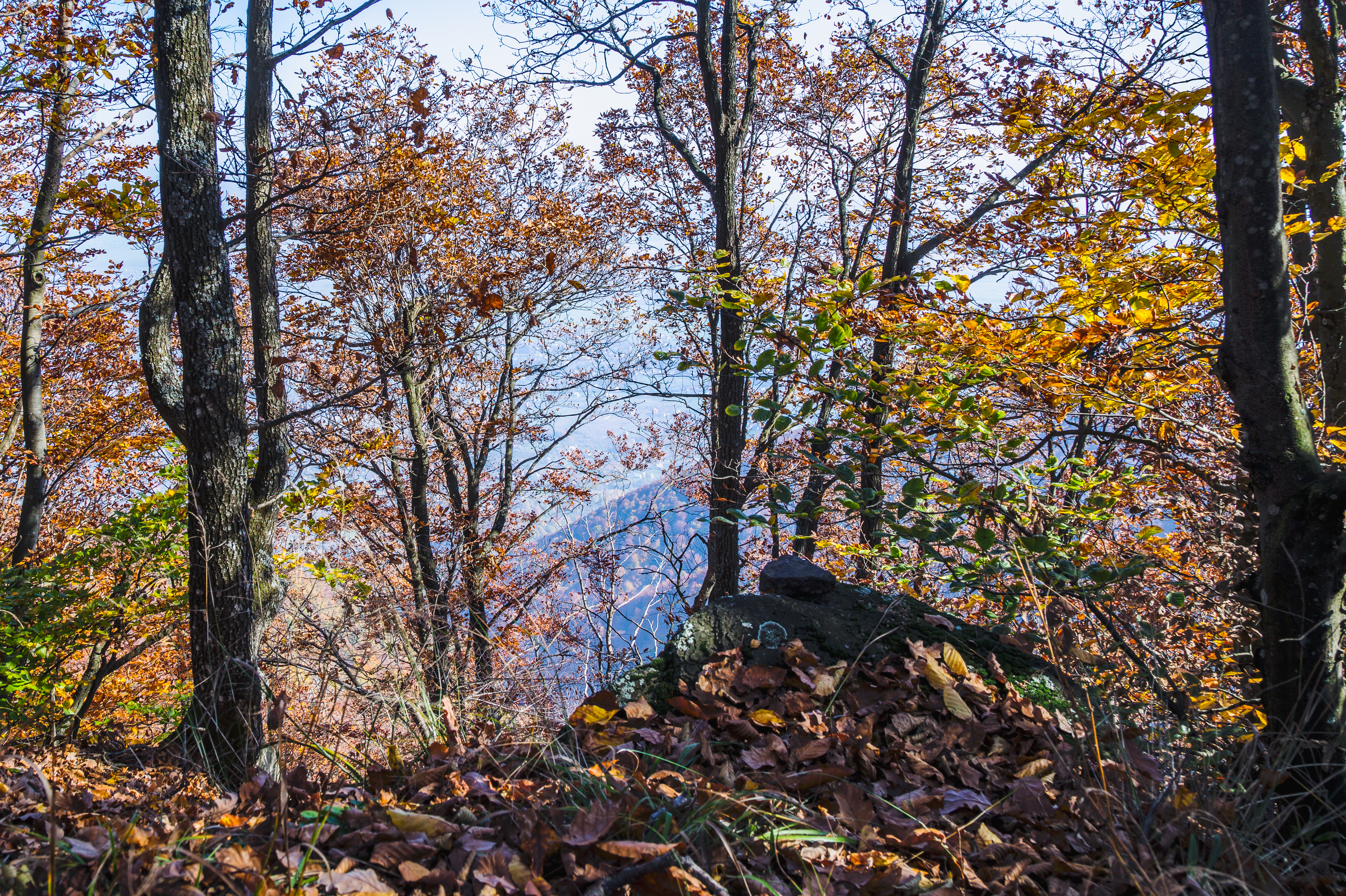
Краєвид на село Кошельово з гори Ільмова. Вершина гори Ільмова.

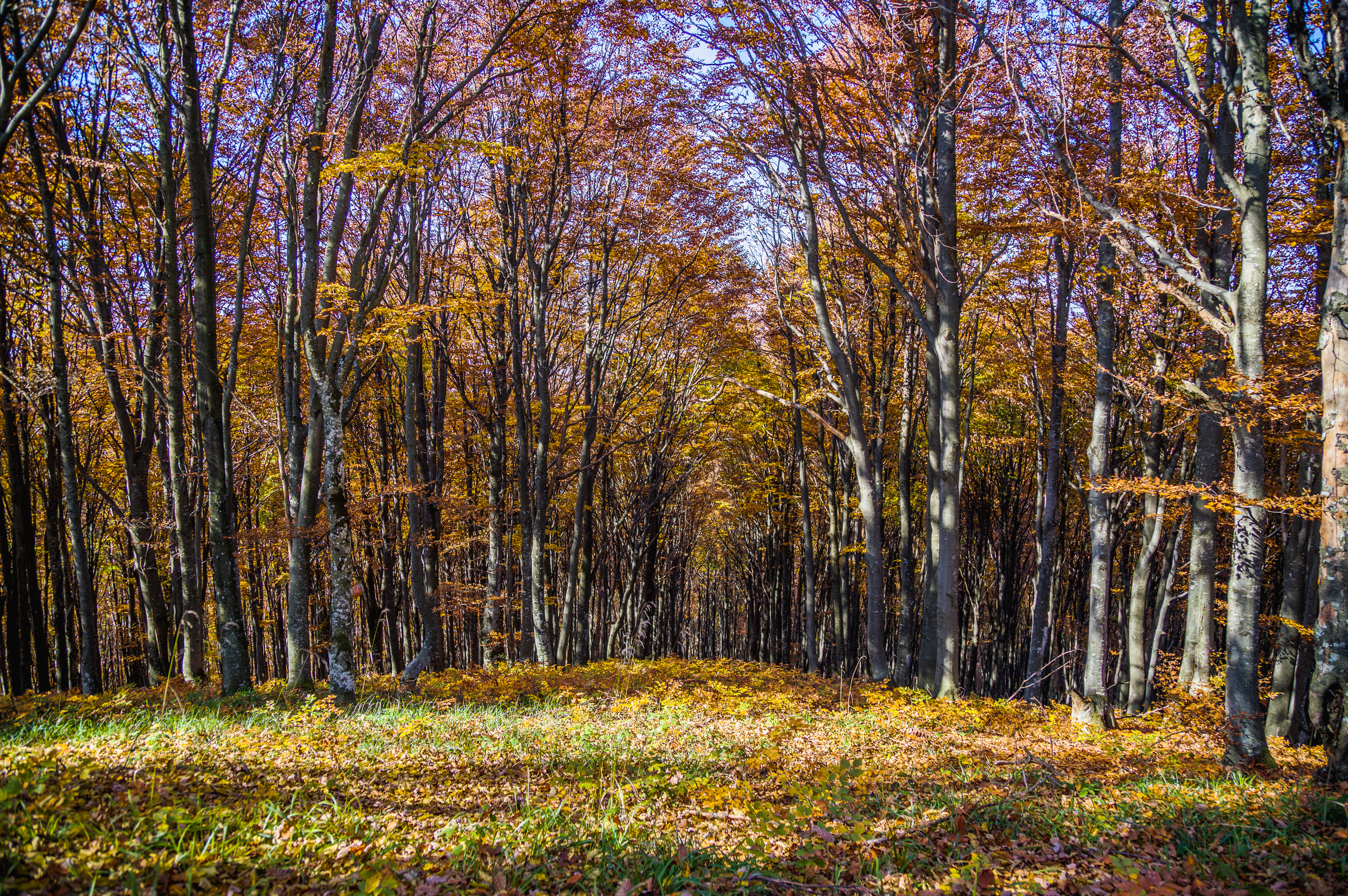
Краєвид на зворотній бік гори Ільмова, протилежний селу Кошельово. На вершині гори Ільмова.

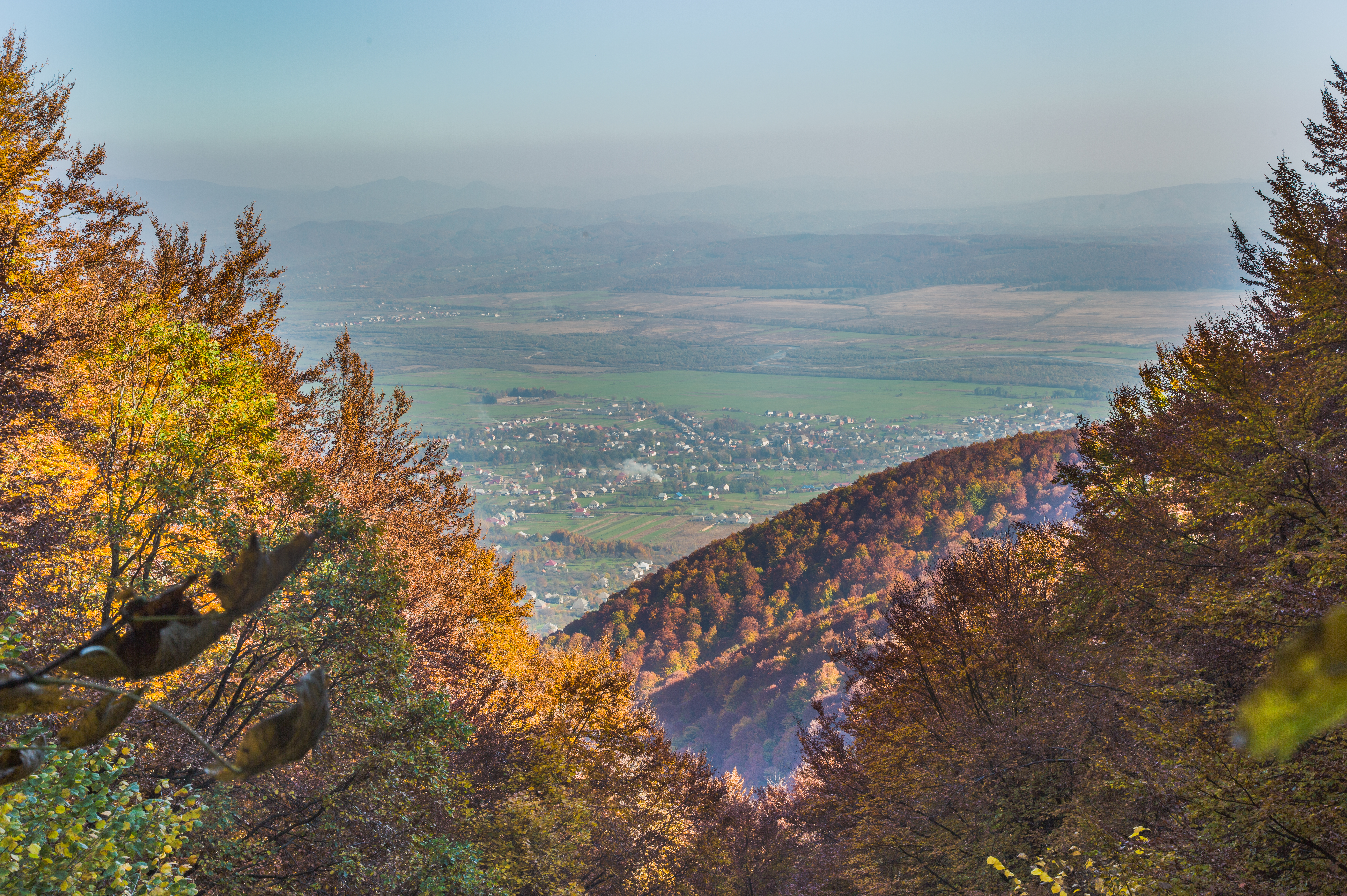
Краєвид на село Кошельово з гори Ільмова

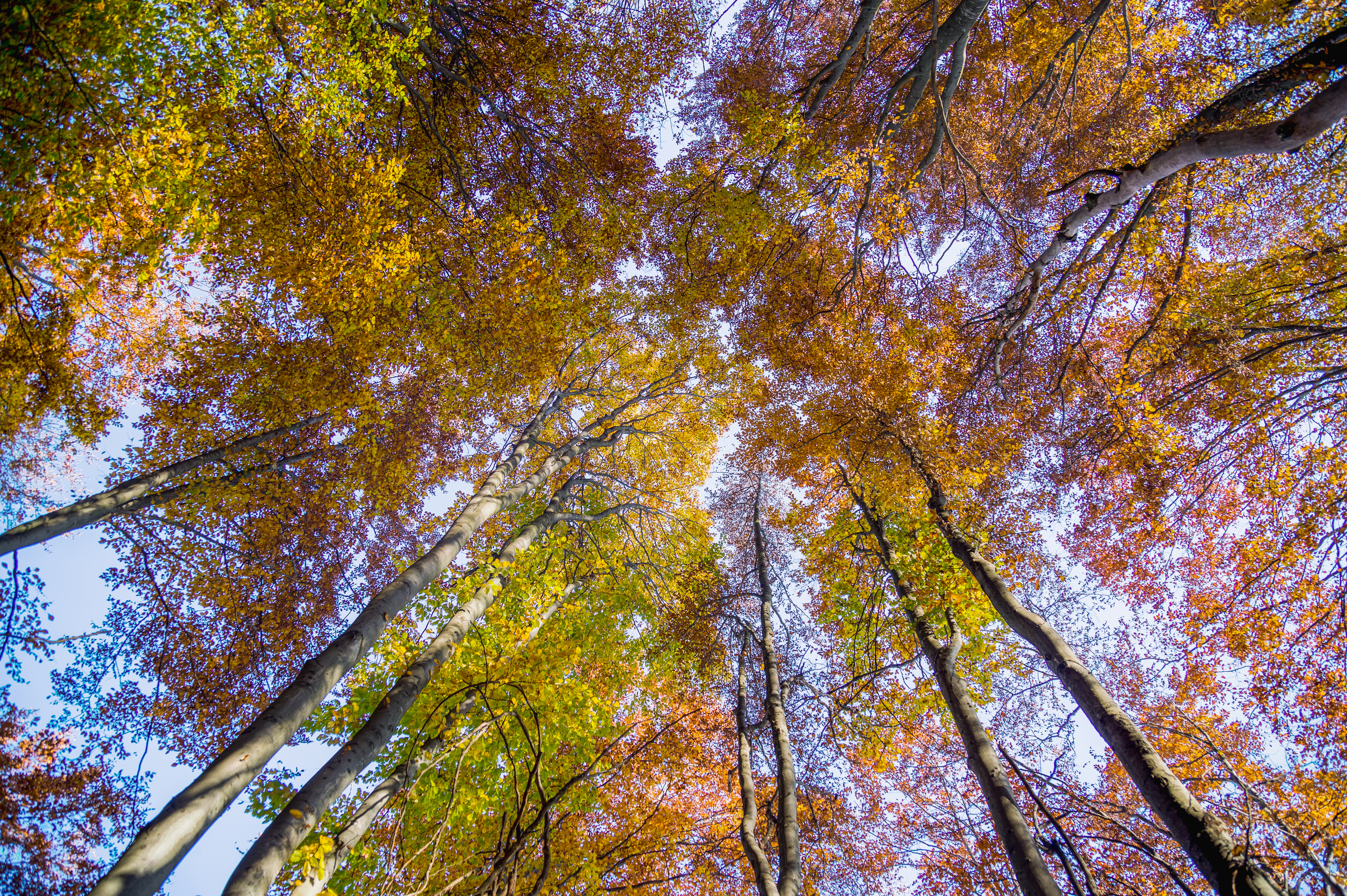
Дерева на горі Ільмова (Кошельово).

гора Ільмова (Кошельово)

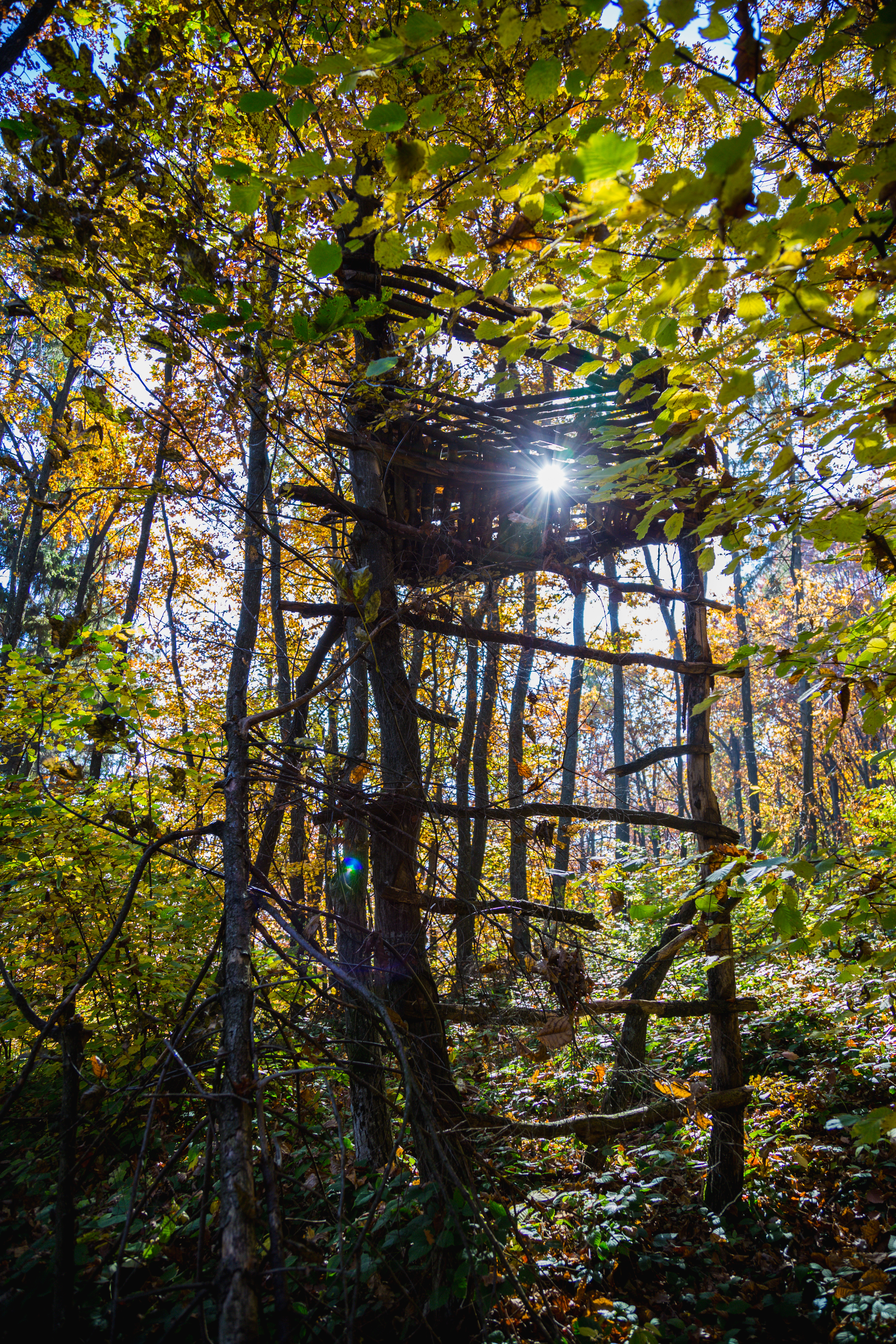
гора Ільмова (Кошельово)

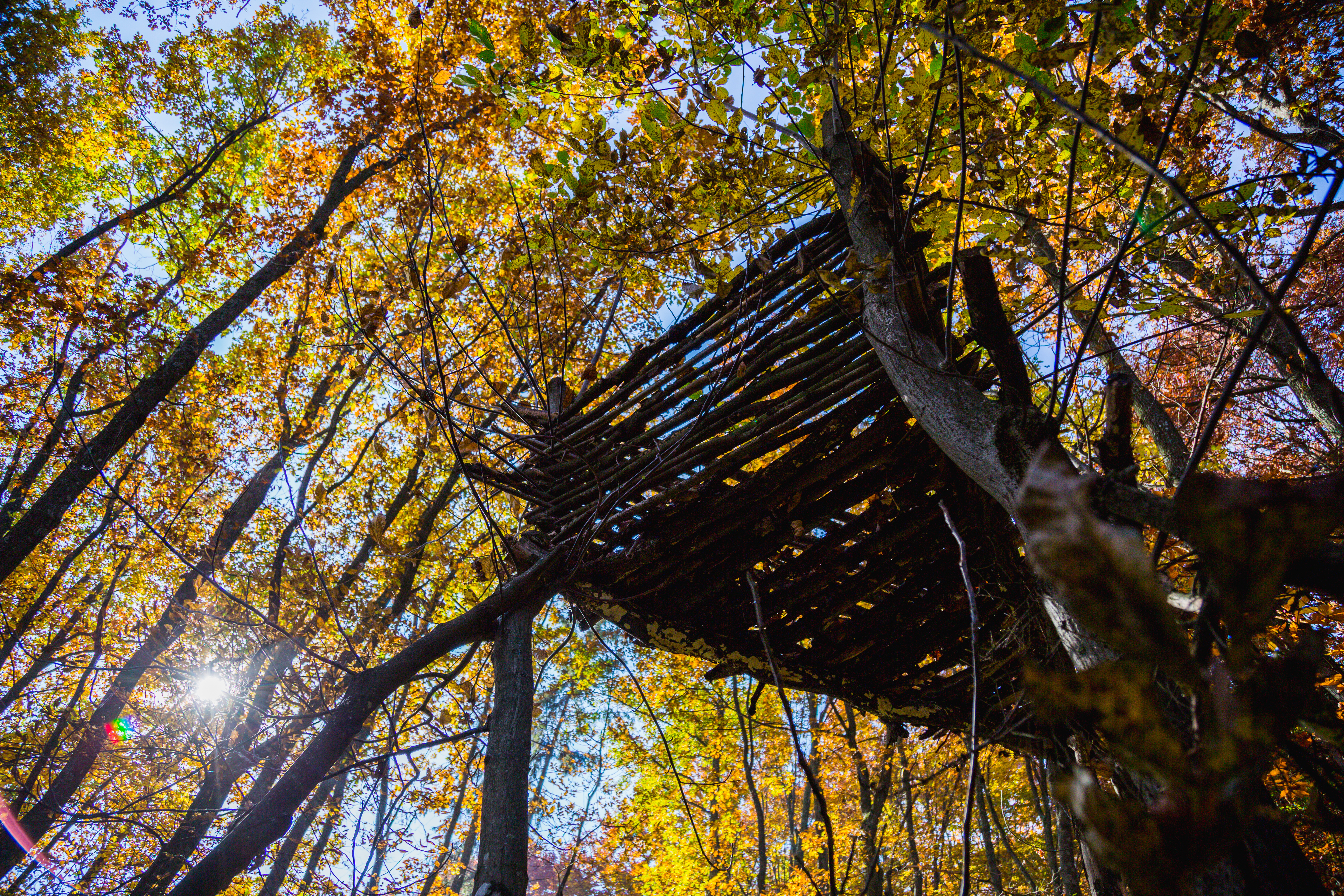
гора Ільмова (Кошельово)

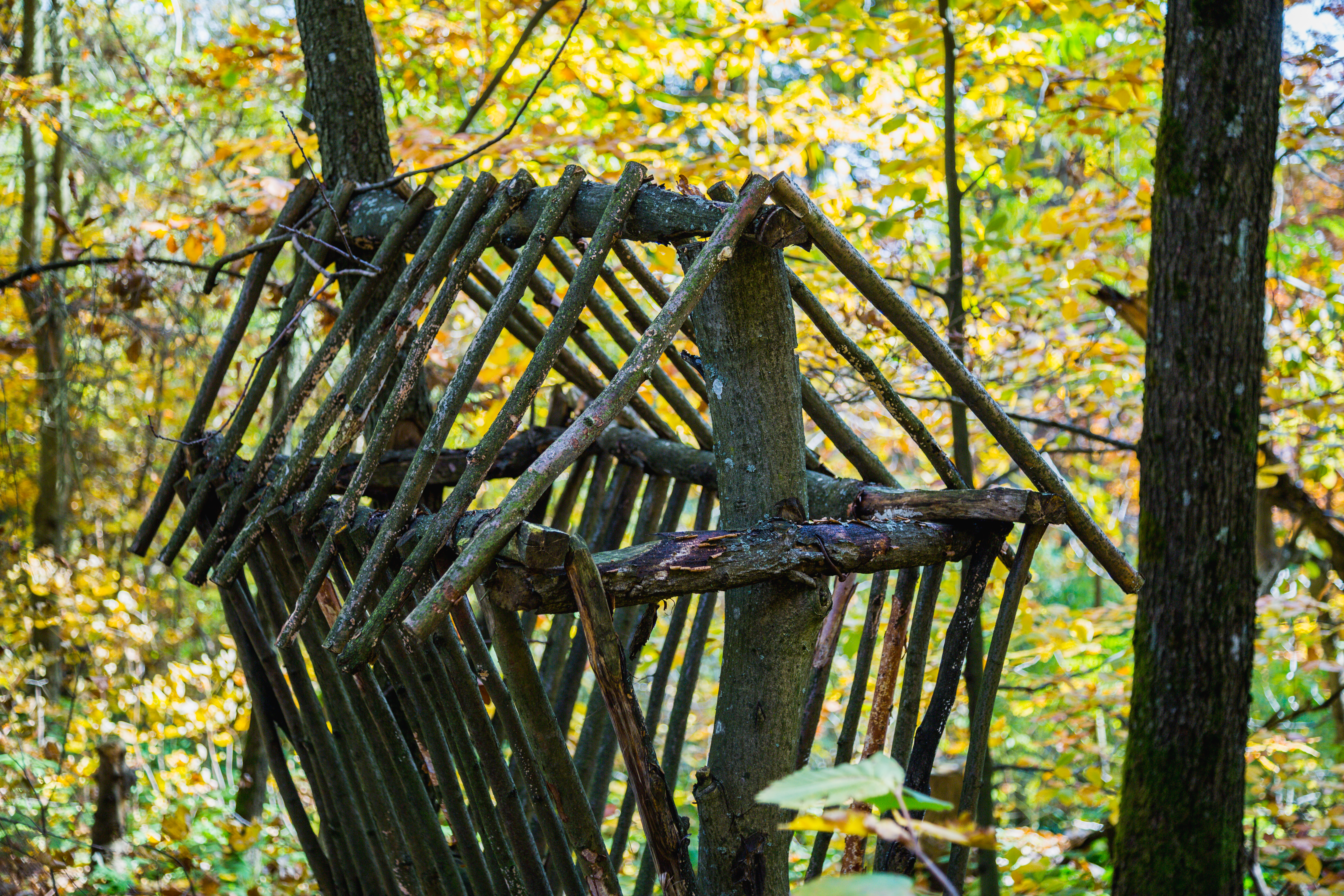
гора Ільмова (Кошельово)

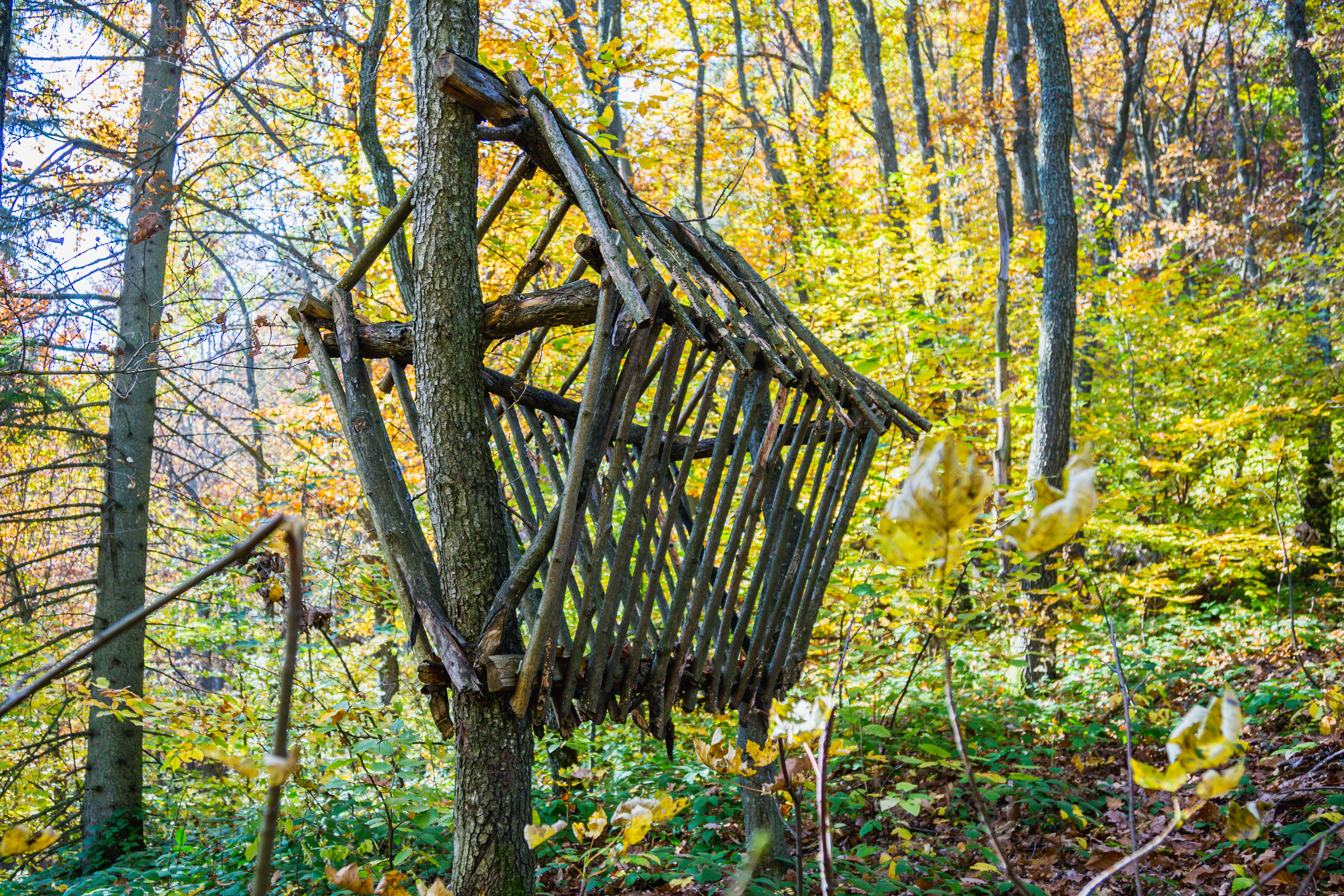
гора Ільмова (Кошельово)

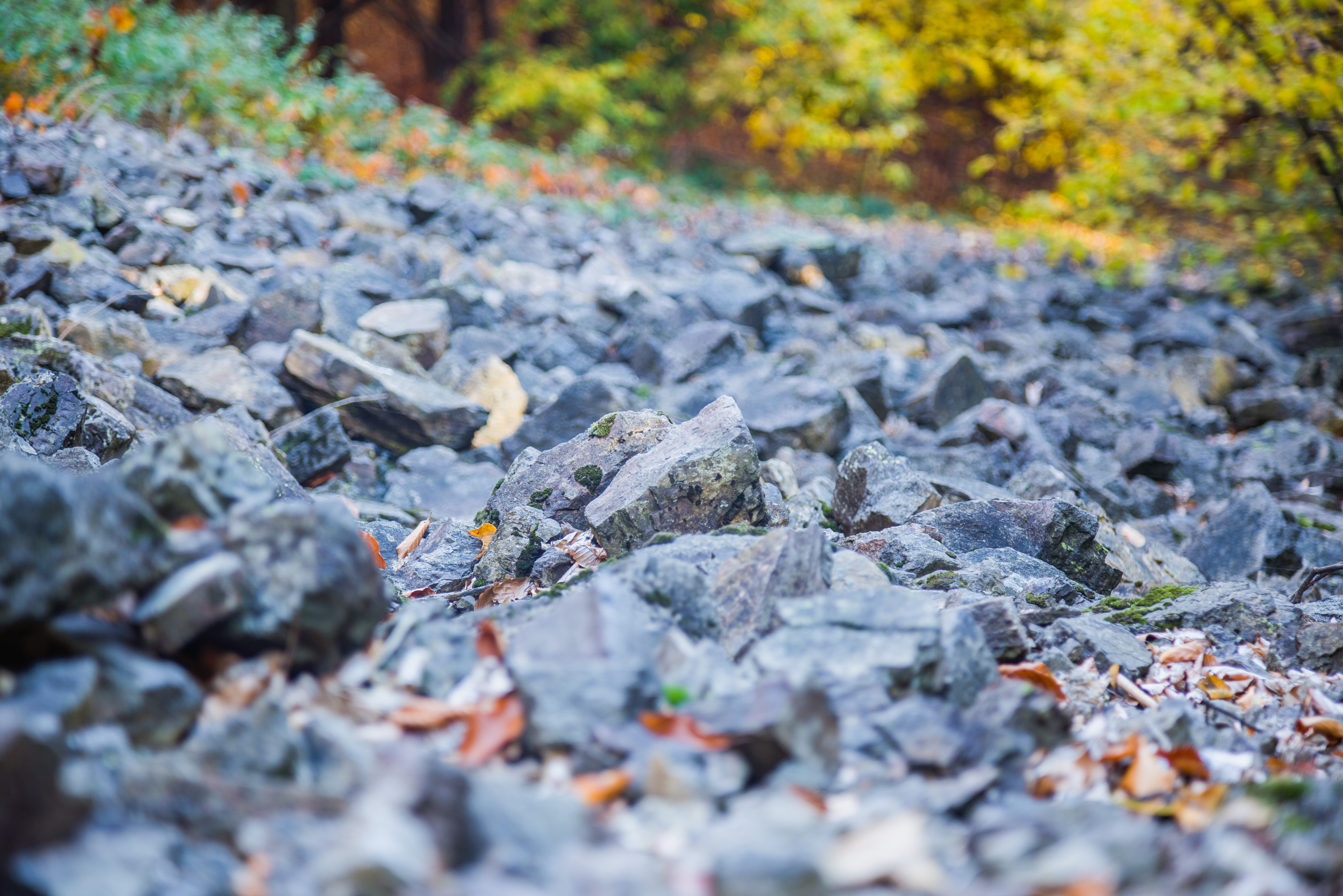
Каміння біля вершини гори Ільмова (село Кошельово)

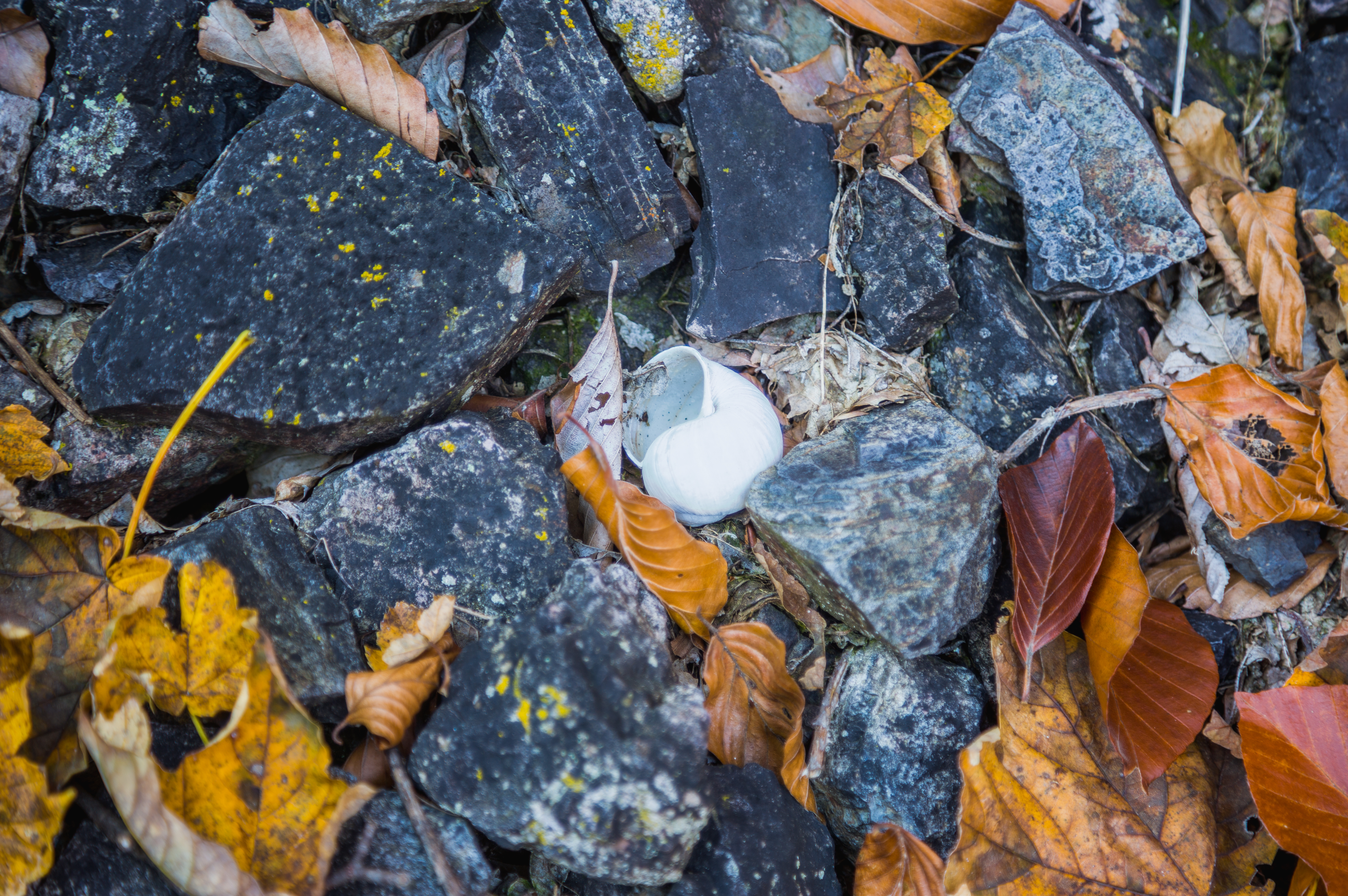
Каміння біля вершини гори Ільмова (село Кошельово)